# Animal Crossing: City Folk
Animal Crossing: City Folk, conocido en Europa y Australia como Animal Crossing: Let's Go to the City, es un videojuego de simulación de vida desarrollado y publicado por Nintendo para Wii en el año 2008. Se trata de la tercera entrega de la serie Animal Crossing. Fue uno de los primeros títulos en ser relanzados como parte de la colección Nintendo Selects en 2011.
De manera similar a anteriores entregas, el personaje protagonista vive en un pueblo habitado por animales antropomórficos, participando en varias actividades tales como coleccionar y plantar. Esta entrega utiliza el reloj interno de Wii para sincronizar fecha y hora, permitiendo que se pueda jugar en tiempo real, lo que repercute en el cambio de los días y estaciones. Esta versión era compatible con el servicio en línea Conexión Wi-Fi de Nintendo hasta su cierre en 2014, lo que permitía a los jugadores viajar a otros pueblos. También fue el primer videojuego en utilizar el accesorio Wii Speak, que permitía utilizar por primera vez un chat de voz.
City Folk/Let's Go to the City fue anunciado oficialmente durante el E3 2008 siendo lanzado a nivel mundial unos meses después, destacándose por ser el primer videojuego de la franquicia en tener ser un lanzamiento mayoritariamente internacional el mismo año. A diferencia del resto de entregas principales de la saga, esta entrega recibió críticas mixtas, hecho que se tradujo en su desempeño comercial, vendiendo 3,38 millones de unidades a nivel mundial y quedando detrás de tanto su predecesor: Animal Crossing: Wild World, lanzado en 2005 para Nintendo DS (más de 11 millones), como de su sucesor: Animal Crossing: New Leaf, lanzado en 2012 para Nintendo 3DS (más de 13 millones).

## Desarrollo
Aunque oficialmente anunciado en el E3 2008, el desarrollo de un título de la serie Animal Crossing para Wii se conocía desde el año 2006, cuando Katsuya Eguchi, líder del equipo de desarrollo de la franquicia, concedió una entrevista en la que comentaba la posibilidad de utilizar el servicio posteriormente conocido como WiiConnect24 para escribir cartas desde un PC o teléfono para posteriormente enviarlas a Wii y, consecuentemente, al juego. En los meses posteriores, el equipo de Katsuya comentó el interés que tenían por utilizar dicho servicio para enviar mensajes aun cuando la consola estuviera en modo de reposo. Finalmente, la funcionalidad WiiConnect24 fue utilizada para recibir regalos que se entregaban en franjas de tiempo limitadas.
Esta entrega se caracterizó por continuar la apariencia y la jugabilidad de Animal Crossing: Wild World, pero incluyendo mucho más contenido, entre el que se incluían festivos recuperados del primer Animal Crossing.